# Jules Sales
Jules Sales (* 23. Juni 1875 in Brüssel; † ) war ein belgischer Radrennfahrer.
Jules Sales war Profi-Rennfahrer von 1901 bis 1914. Im Jahre 1904 wurde er Belgischer Meister im Straßenrennen und erhielt als erster Fahrer das Meistertrikot „Tricolore Trui“. Er siegte vor Arthur Vanderstuyft und seinem Bruder Theodore. 1909 wurde er Zweiter in einem 24-Stunden-Rennen in Antwerpen.
Dreimal startete Sales bei der Tour de France, 1903, 1904 und 1913, musste aber jedes Mal aufgeben, zweimal schon während der ersten Etappe.